# Chinese Football
Chinese Football（通称“国足乐队”）是一支来自湖北武汉的中国摇滚乐队，由鼓手郑紫莉、贝斯手李立鑫、吉他手王博、吉他手兼主唱徐波组成，乐队的音乐风格涉猎Emo、数字摇滚和后摇等，Chinese Football于2011年成立，2015年发表首张同名专辑。最新专辑《Win&Lose》发行于2022年12月31日。

## 名称由来
Chinese Football的名称可以看作对美国中西部情绪摇滚乐队American Football的致敬，主唱徐波曾在一次采访中提到：「因为我个人很喜欢一个乐队叫American Football，就把前面一个词换成Chinese Football，达到一种完全不一样的感觉，会感觉有点屌丝，比较符合我们青春残酷的主题。」不过他也说在2011年乐队建立时American Football还没有重组，部分乐队成员甚至不知道这一乐队，当初他为乐队取名为Chinese Football主要是觉得好玩，如果知道American Football日后会重组就不会取「Chinese Football」的名字了。

## 经历
2011年的愚人节，素未谋面的徐波与王博两人相约一次线下见面，在此前他们仅在豆瓣网上相互认识，本就对彼此作品相互欣赏的两人在见面后一拍即合，决定组建一支摇滚乐队，Chinese Football乐队由此建立。
2015年，发表首张同名专辑，专辑封面由独立游戏《宅男的人间冒险》制作人史悲绘制。该专辑入选豆瓣“2015年度华语摇滚专辑”榜单。
2016年12月，在日本进行巡演。巡演结束后，鼓手郑紫莉加入国足乐队。
2017年3月3日，发布“游戏三部曲”第一部专辑《Here comes a new challenger!》。
2019年3月16日，发布“游戏三部曲”第二部专辑《 Continue? 》，乐队在这张专辑上尝试了其它的音乐风格，为歌曲加入了更多歌词，使这张专辑里的音乐听起来更像是“中国摇滚”而非“情绪摇滚”。
2019年7月，American Football在华巡演，并邀请Chinese Football作为嘉宾乐队，这场被称作“中美足球友谊赛”的演出是两支乐队第一次同台表演。
2022年12月31日，“游戏三部曲”系列专辑最终章《Win&Lose》发布，这张专辑的音乐风格相较于之前的作品更加多元化，比如梦幻流行元素的《人间失格》，以及节奏轻快的摇滚乐《四月物语》。《Win&Lose》发行首周在Bandcamp的数字摇滚标签中的畅销榜排名第一，并在独立音乐标签中排名第二，但是在乐迷中的评价却褒贬不一，主唱徐波称在一部分热衷于数字摇滚与情绪摇滚的乐迷眼里，他们似乎已经成为了急于拥抱流行音乐的“叛徒”，但他坚称乐队将继续根据自己的喜好制作音乐，而不会去迎合任何人。

## 音乐作品
| 顺序 | 专辑名称                      | 类型 | 音乐厂牌 | 发行日期       | 曲目 |
| ---- | ----------------------------- | ---- | -------- | -------------- | --- |
| 1st  | Chinese Football              | 专辑 | 野生唱片 | 2015年9月26日  | 曲目 1. 游戏开始 (Intro) 2. 守门员 3. 飞鱼转身 4. 400米操场 5. 不是人人都能穿十号球衣 6. 世界悲 7. 游戏暂停 (Interlude) 8. 地球上最后一个EMO男孩 9. 红牌罚下 10. 帽子戏法 11. 再见米卢 12. 盲人摸象 13. 游戏结束 (Outro) |
| 2nd  | Here Comes A New Challenger!! | EP   | 野生唱片 | 2017年3月3日   | 曲目 1. 电动少女 2. 清醒白日梦 3. 晴天霹雳 4. 盒子 |
| 3rd  | Continue？                    | EP   | 野生唱片 | 2019年3月1日   | 曲目 1. 游戏继续 2. 漂流人间 3. 冒险岛 4. 家犬日记 5. 怪兽 |
| 4th  | Win&Lose                      | 专辑 | 野生唱片 | 2022年12月30日 | 曲目 1. 游戏胜利 2. 四月物语 3. 夏日限定女朋友 4. 人生游乐场 5. 世界一分为二 6. 单向列车号 7. 游戏失败 8. 人间失格 9. 恐龙最后还是毁灭了 10. 植物人 11. 武汉 12. Good bye                                                |

## 评价
国足的首张专辑入选豆瓣“2015年度华语摇滚专辑”榜单。“游戏三部曲”的最终章《Win&Lose》被乐评人Ted Gioia列入12张杰出新专辑的名单中，他称这张专辑“重新唤醒了我对摇滚的热情”。